# Neonesthes
Neonesthes is een geslacht van straalvinnige vissen uit de familie van Stomiidae. Het geslacht is voor het eerst wetenschappelijk beschreven in 1929 door Regan & Trewavas.

## Soorten
- Neonesthes capensis (Gilchrist & Von Bonde, 1924)
- Neonesthes microcephalus Norman, 1930